# La Chapelle-Saint-Martial
 La Chapelle-Saint-Martial  es una localidad y comuna de Francia, en la región de Lemosín, departamento de Creuse, en el distrito de Guéret y cantón de Pontarion.
Su población en el censo de 1999 era de 92 habitantes.
Está integrada en la Communauté de communes du Pays Creuse Thaurion Gartempe.

## Demografía
| 155 | 162 | 128 | 96 | 94 | 92 |
| Para los censos de 1962 a 1999 la población legal corresponde a la población sin duplicidades (Fuente: INSEE [Consultar]) |     |     |    |    |    |